# 漱石が見た物理学 首縊りの力学から相対性理論まで
『漱石が見た物理学-首縊りの力学から相対性理論まで -』 は、科学史家、小山慶太の新書である。
夏目漱石の活躍した19世紀後半から20世紀初頭の半世紀は、物理学の変革期で天才たちが輩出した時代であった。寺田寅彦を友人に持ち、科学に対する受容力をもつ漱石と物理学のかかわりをまじえながら、物理学の変革の歴史が描かれている。1991年に中公新書で刊行された。

## 内容概略

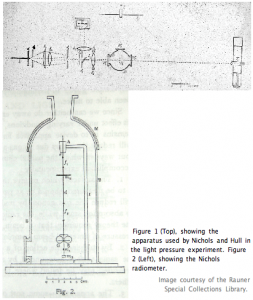
『三四郎』に登場する光の放射圧を測定する実験装置（ニコルス放射計）

序章は漱石の17歳の時の学業成績表が紹介され、代数学と幾何学の成績のよかったことが示されることから始まる。19歳の漱石は学資をかせぐために私塾で幾何学を教える経験をし、そのエピソードは『坊ちゃん』の一場面となる。
直接的に漱石が物理学の研究について作品に登場させるのは『吾輩は猫である』に登場する物理学者、水島寒月の「首縊りの力学」や『三四郎』の中に描かれた野々宮理学士の「光線の圧力測定」の話である。それらのネタの原著論文と寺田寅彦のかかわりとが紹介される。光の放射圧を測定するアーネスト・ニコルスとハルの実験を、漱石は実験の原理を理解し要領よく小説のなかに取り込んだ。『三四郎』のなかで広田先生に「どうも物理学者は自然派じゃだめなようだね。」から始まる一節が紹介され、物理学者は自然をあるがままにながめる「自然派」でなく、「普通の自然界においては見出せない状況を人為的に設定し、そこから法則を抽出するのが物理学である」という漱石の認識について述べられる。
西洋の真似事に終始している日本の立場から、自立した「自己本位」という立脚点にたつことによって独自の文学を開いた漱石のように、日本の科学者も明治の後半には独自の研究を国際舞台で活躍するようになる。
紹介される他の文学者のエピソードとしては、宮沢賢治が「原子・分子と岩手県」と題して、1600万倍すると岩手県の東西の幅になる円の大きさと比較して、水素原子の大きさを1600万倍しても3cmの円にしかならないことを示して、分子の小ささを示したことが、ラザフォードの散乱実験、長岡半太郎の土星型原子模型の紹介のなかで紹介される。
以上のような明治の文学者と物理学についてのエピソードを含めながら、ある意味で牧歌的であった古典物理学の時代から原子構造の解明やX線などの放射線の発見、量子力学や相対性理論にまつわる科学者や科学史のエピソードがつづられる。